# 関西国公立大学応援団連絡協議会
関西国公立大学応援団連絡協議会（かんさいこっこうりつだいがくおうえんだんれんらくきょうぎかい）とは、関西地方の4校の国公立大学の学生応援団の連合組織である。正式名称は長い為、連協（れんきょう）と呼称されるされることが多い。

## 参加大学
五十音順。旧字体による正式名称は採らない
- 大阪大学応援団
- 大阪公立大学応援団
- 京都大学応援団
- 神戸大学応援団

## 過去の参加大学
五十音順。旧字体による正式名称は採らない
- 大阪市立大学応援団
- 大阪府立大学応援団
- 京都府立大学応援団
- 兵庫県立大学応援団

## 合同演舞演奏会の開催
- 第一回連協祭「西の光芒」  2022年3月17日に豊中市文化芸術センターにて開催。主幹校は大阪大学応援団。参加校は大阪大学応援団、大阪市立大学応援団、大阪府立大学応援団、京都大学応援団、神戸大学応援団。大阪市立大学と大阪府立大学の合併により、連協への参加は今回が最後になった。
- 第二回連協祭「燃える魂」  2023年3月18日に川西市みつなかホールにて開催。主幹校は前年に続いて大阪大学応援団。参加校は大阪大学応援団、大阪公立大学応援団、京都大学応援団、神戸大学応援団。大阪公立大学応援団は、前述の大阪市立大学と大阪府立大学の合併により誕生し今回が初参加。また、4校合同のフィナーレステージを行った。